# Белтейн
Белте́йн (также Белтайн, Бельтайн, Белтане, Бялтане, др.‑ирл. Bel(l)taine, ирл. Bealtaine (/bʲaltənʲə/), гэльск. Bealltainn, англ. Beltane) — кельтский праздник начала лета, традиционно отмечаемый 1 мая. Один из праздников Колеса Года у виккан и кельтских неоязычников. Также название месяца май в ирландском, шотландском и других гэльских языках.

## Этимология
Этимология слова восходит к языкам гойдельской группы. В древнеирландском языке «tene» — «огонь», корень «bel-», возможно, означает «сияющий» и связан с именами кельтских богов Белена (Бела) и Белисамы, и таким образом, название праздника можно перевести, как «сияющий огонь», или «Огонь Бела». Другая гипотеза связывает название Beltaine с др.‑ирл. at-bail «умирает».
В разных странах название произносится по-разному. В Ирландии как в английском, так и в ирландском языке произносится как «BAWL-tuh-nuh» (Болтана) и обозначает как праздник, так и месяц май. В шотландском (гэльском) языке праздник — и месяц май — называются Bealltainn (произносится как «Бьялтинн»). В Англии и США название пишется как Beltane, произносится как «белтейн».

## Значение
Праздник считается преимущественно ирландским и шотландским. Отмечался начиная с раннего Средневековья в Ирландии, Шотландии, реже в Уэльсе и Англии. В Уэльсе и многих других странах, населённых кельтами, праздник также существовал, но слово Bealtaine было неизвестно, и праздник назывался Галан-Май. В древней Ирландии главные празднества проходили в центре страны на холме Уснех (Uisneach, в нынешнем графстве Уэстмит).
Этому празднику придавалось особое религиозное значение. Он был посвящён богу солнца и плодородия Беленусу, которому приносили символические жертвы друиды, кельтские жрецы. Существовало поверье, что в дни праздника его можно увидеть спустившимся на землю. Согласно Книге захватов Ирландии, в этот день умер Партолон. Считалось также, что племена богини Дану прибыли в Ирландию именно во время этого праздника.
В христианские времена этот языческий праздник был вытеснен церковными праздниками: близкой по дате Пасхой, праздником Святого Креста (Roodmas) и днём святой Вальпургии (см. также Вальпургиева ночь).

## Обряды

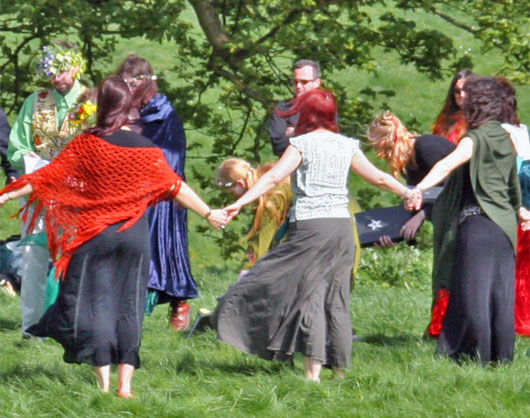
Хоровод на Белтейн в древнем святилище Эйвбери, Англия

Праздник отмечался разжиганием костров на самом высоком месте поселения, в то время как во всех остальных домах наоборот гасили свет. Участники праздника проходили между кострами или прыгали через них для ритуального очищения, пели гимны солнцу. Также между костров проводили скот для его очищения от зимних хворей и защиты в новом сезоне. Кельты вешали на дверь Майский Сук и сажали во дворе Майский Куст из ветвей рябины, который украшали наподобие современной новогодней ёлки. В древности эти праздничные ритуалы были связаны с обрядами друидов для защиты от злых духов, но со временем утратили смысловую нагрузку. В странах и регионах, где часть населения составляют потомки кельтов, праздник отмечается до сих пор, особенно в сельских районах.
С развитием неоязыческих движений, например движения виккан в Англии и оккультных организаций так называемой «новой волны» (нью-эйдж), этот праздник стал интернациональным и некоторым образом коммерциализировался.
С германским праздником, аналогичным Белтейну, также связана традиция Майского Шеста, вокруг которого водят хороводы.

## В массовой культуре
Белтейн часто фигурирует в фэнтези-произведениях, иногда под незначительно изменённым названием — например, «Бел Тайн» или «Бэллетейн». Его празднуют герои таких книг как «Ведьмак» Анджея Сапковского, «Туманы Авалона» Мэрион Зиммер Брэдли (подробно показано в его экранизации), «Орден манускрипта» Тэда Уильямса, «Колесо Времени» Роберта Джордана, «Изабель» Гая Гэвриела Кея, «Жестокие игры» Джоди Пиколт, «Пришествие Короля» Николая Толстого (праздник назван Калан Май), «Грозовой сумрак» Елены Самойловой. В детективном романе Мэри Стюарт «Костёр в ночи» убийца-язычник совершает человеческие жертвоприношения в день Белтейна по юлианскому календарю — 13 мая, перерезая жертвам горло и бросая в костёр. Жертвоприношения фигурируют и в романе Дэвида Пиннера «Ритуал» и его экранизации, фильме «Плетёный человек», где язычники выведены главными злодеями. В компьютерной игре «The Lost Crown» основное действие разворачивается вокруг данного праздника и как раз на него.
Белтейну и связанным с ним ритуалам посвящены песни многих исполнителей, чаще всего фолк-рока, например Jethro Tull, Omnia, Inkubus Sukkubus, Narsilion, Loreena McKennitt, Green Crow, Beltaine.